# Elegia persistens
Elegia persistens är en gräsväxtart som beskrevs av Maxwell Tylden Masters. Elegia persistens ingår i släktet Elegia och familjen Restionaceae. Inga underarter finns listade i Catalogue of Life.